# Kjell Jarlenius
Kjell "Jocke" Roger Jarlenius (tidigare Johansson) född 11 september 1934 i Gamlestads församling, Göteborg, död 11 januari 2015 i Ingaröd, Lysekil, Västra Götalands län var en svensk landslagsspelare i handboll.

## Karriär

### Klubblagsspel
Jarlenius moderklubb var IK Baltichov som han representerade till 1959. Säsongen 1959-1960 vann han  SM-guld med IK Heim. Jarlenius blev skyttekung i allsvenskan 1961-62 med 152 mål på 18 matcher ett målsnitt på  8,44 Ett målsnitt som bara Erik Hajas och Gunnar Söderberg har överträffat sedan dess.1962 efter att tagit sitt andra SM-guld, lämnade Kjell Jarlenius IK Heim för KFUM Borås.  Den 22 mars 1964 kvalade KFUM Borås in  till allsvenskan i handboll. Den stora stjärnan kom enligt Borås Tidning från IK Heim och hade lockats hit med ett ingenjörsjobb. "Jocke var Sveriges bäste handbollsspelare. Året innan hade han gjort 160 mål för Heim och för oss betydde han allt", säger Roger Hall, en av flera nyttiga lagspelare. KFUM Borås spelade i allsvenskan 1964-1967 men 1967 kom de nia och fick lämna allsvenskan. Då slutade Kjell Jarlenius elitkarriär och det saknas källor om karriären fortsatte.

### Landslagsspel
Under 13 år 1954 till 1967 spelade Kjell Jarlenius 72 landskamper. Mästerskapsdebut i utomhus VM 1959 där Sverige tog en bronsmedalj och Kjell Jarlenius var lagets bäste målskytt med 13 mål. Kjell Jarlenius spelade sedan två VM-turneringar inomhus. 1964 blev det VM-silver och Jarlenius avslutade med hemmamästerskapet 1967 i Sverige. Han spelade i alla sex matcherna och stod för 11 mål. Sista landskampen mot Västtyskland i VM 1967. 1967 var han på sjunde plats i listan över flest gjorda landskamper. Jarlenius är Stor Grabb